# Laelia autumnalis
La especie Laelia autumnalis pertenece al género Laelia, que incluye 23 especies de orquídeas epífitas.

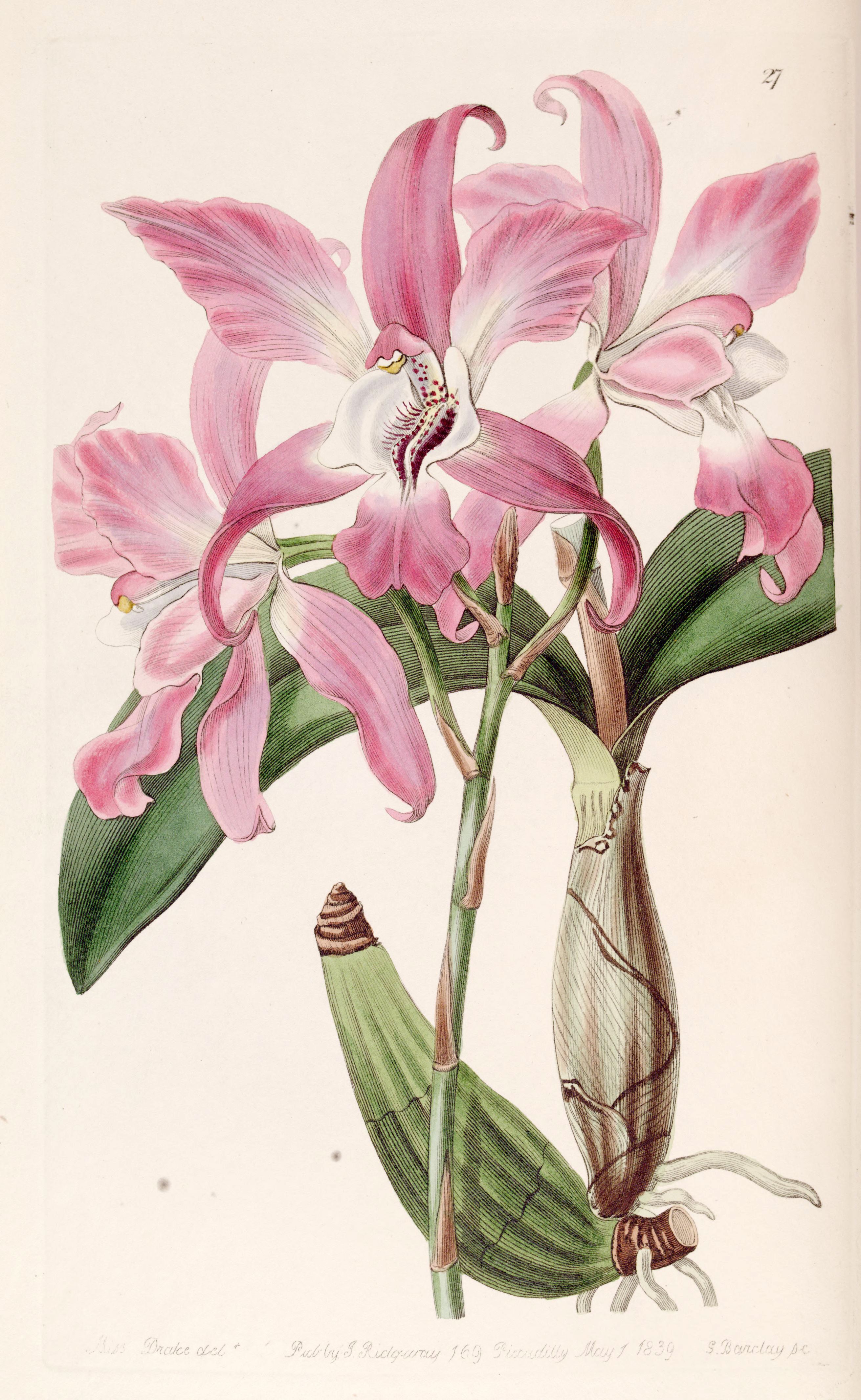
Ilustración

## Distribución
Es una especie que se encuentra en México, al noroeste de Sonora, en Durango, Jalisco, Michoacán, Estado de México, Morelos, Hidalgo y el norte de Guerrero. Se le conoce con el nombre de “lirio de San Francisco”, “San Diego”, “flor de los muertos”, “flor de la calavera”, “flor de todos los santos” (debido a que florece los días de los muertos y todos los santos), “flor de las ánimas” y “flor de catarinas”.           

## Descripción botánica
La especie Laelia autumnalis se compone de grandes colonias de pseudobulbos cortos, como husos, cilíndricos y surcados, de 3 a 6 centímetros de altura. Las inflorescencias salen de la punta del bulbo, y son de 15-60 cm de largo. Tiene flores con sépalos en forma de estrella, pétalos oblongo-lanceolados, orillas rosado claro; labelo trilobado, amarillento en el centro y un tallo floral portador de 3-6 flores.

## Taxonomía
Laelia autumnalis fue descrita por (Lex.) Lindl. y publicado en The Genera and Species of Orchidaceous Plants 115. 1831.
Etimología
Laelia: nombre genérico que ha sido nombrado por "Laelia", una de las vírgenes vestales, o por el nombre romano de "Laelius", perteneciente a una antigua familia romana.
autumnalis: epíteto latíno que significa "de otoño"
Subespecies
A continuación se muestran las subespecies descritas de la especie L. autumnalis, todas ellas consideradas sinónimos:
- Laelia autumnalis var. atrorubens Backh.f.
- Laelia autumnalis var. venusta.
- Laelia autumnalis var. xanthotrophis Rchb.f.
- Laelia autumnalis var. alba B.S.Williams
- Laelia autumnalis f. atrorubens (Backh.f.) Halb.
- Laelia autumnalis f. xanthotrophis (Rchb.f.) Halb. & Soto Arenas.

Sinonimia
- Amalia autumnalis (Lex.) Heynh.
- Bletia autumnalis Lex.
- Cattleya autumnalis (Lex.) Beer
- Laelia venusta Rolfe[5][6]